# Aeroportul Treasure Cay
Aeroportul Treasure Cay (IATA: TCB, ICAO: MYAT) este un aeroport din Bahamas ce deservește zona Treasure Cay⁠(d). A fost numit după zona deservită.
Situat la o altitudine de 5 m, aeroportul dispune de o singură pistă.